# جورجو غابر
جورجو غابر (Giorgio Gaber) (ميلانو، 25 يناير 1939 -- كامايوري بمقاطعة لوكا، 1 يناير 2003) مغني مؤلف، وممثل كوميدي إيطالي.
يعد أحد أشهر المغنين المؤلفين. كذلك أداءه كمؤلف وممثل مسرحي، أسس مع ساندرو لوبوريني ما عُرف بمسرح الأغنية.

## روابط خارجية
- جورجو غابر على موقع IMDb (الإنجليزية)
- جورجو غابر على موقع ميوزك برينز (الإنجليزية)
- جورجو غابر على موقع أول ميوزيك (الإنجليزية)
- جورجو غابر على موقع ديسكوغز (الإنجليزية)
- جورجو غابر على موقع قاعدة بيانات الفيلم (الإنجليزية)